# Swedwatch
Swedwatch är en ideell förening bildad 2003, som kontrollerar att svenskrelaterade företag tar hänsyn till internationella konventioner och riktlinjer gällande mänskliga rättigheter och miljöförstöring i sin verksamhet i utvecklingsländer. Syftet är att minska negativa konsekvenser av produktion och investeringar i utvecklingsländer genom att granska, påverka och informera om missförhållanden. Swedwatch vill också uppmuntra föredömen, driva på och i en öppen dialog påverka företag och offentliga institutioner så att mer uppmärksamhet ägnas åt att förebygga missförhållanden. Swedwatchs kansli finns i Stockholm.

## Medlemsorganisationer
- Naturskyddsföreningen
- Svenska kyrkan
- Latinamerikagrupperna
- Fair Action
- Diakonia
- Afrikagrupperna